# 龍源院 (座間市)
龍源院（りゅうげんいん）は、神奈川県座間市にある曹洞宗の寺院。

## 歴史
1461年（寛正2年）、格雲によって開山された。開基は「渋谷高間」であったと伝えられる。高間は先妻の娘「小桜姫」と後妻と後妻の娘「小柳姫」を残し、出家した。後妻は自分の娘に後を継がせるために、先妻の娘の小桜姫を殺害した。しかし小柳姫は小桜姫と仲が良く、異母姉の死を嘆き自殺してしまった。この事件は明るみになり、後妻は罰として相模川の堤防の人柱にさせられた。後に高間が戻った際、妻子3人が非業の死を遂げたことを知り、自分の屋敷を寺院化して3人の菩提を弔ったという。

## 林忠崇隠棲の地
明治初期、請西藩元藩主林忠崇が当院で隠棲したことで知られている。忠崇は戊辰戦争の際、自ら脱藩し、徳川家のために戦った。藩主不在となった請西藩は改易、林家は華族ではなく士族になった。家禄も士族としてのもので、生活のために忠崇は様々な職に就くが長続きしなかった。そんな一時期に当院に隠棲したのである。
忠崇の出自を知る者は住職の山口曹参のみで、住職夫人すらもその素性は知らなかったという。近隣の住民も寺男か植木屋の親方だと思っていたという。
その後、旧家臣らの家名復興運動により、甥の忠弘に男爵の爵位が与えられた。忠崇も忠弘の戸籍に復籍することで華族の礼遇を受けることになった。1937年（昭和12年）の元広島藩主浅野長勲の死後は、大名の経歴を有する唯一の人物となり、「最後の大名」として取材を受けるようになった。1941年（昭和16年）に92歳の生涯を閉じた。

## 交通アクセス
- 座間駅より徒歩11分。